# Pasni
Pasni (Urdu پسنى) ist eine kleine Stadt mit einem Fischereihafen im Distrikt Gwadar, Provinz Belutschistan, Pakistan.

## Geographische Lage und Verkehrsanbindung
Pasni liegt etwa 450 km westlich von Karatschi am Arabischen Meer im Südwesten des Landes in der wüstenhaften Region Makran. Die Stadt ist durch den 653 km langen „Makran Coastal Highway“ (Nationalstraße N-10) mit Gwadar im Westen und via Ormara mit Karatschi im Osten verbunden.
Der 83 km lange Fluss Shadi Kaur, wie seine Nebenflüsse von Regenwasser nur unregelmäßig gespeist, mündet unmittelbar nördlich der Stadt in das Arabische Meer. Im September 2016 wurde rund 50 km nördlich von Pasni ein Staudamm eingeweiht, dessen Stausee bei Vollstau ein Fassungsvermögen von 45,64 Millionen Kubikmeter hat und sowohl zur landwirtschaftlichen Bewässerung als auch zur Trinkwasserversorgung von Pasni dient.
Der Flughafen von Pasni (IATA-Code PSI) liegt etwa 15 Kilometer westlich der Stadt und wird sowohl vom Zivilverkehr – nach Karatschi besteht eine tägliche Flugverbindung – als auch von der pakistanischen Luftwaffe und Marine genutzt. Ab Oktober 2001 nutzte die United States Air Force den Flugplatz, um von dort Ziele in Afghanistan zu bombardieren.

## Wirtschaft

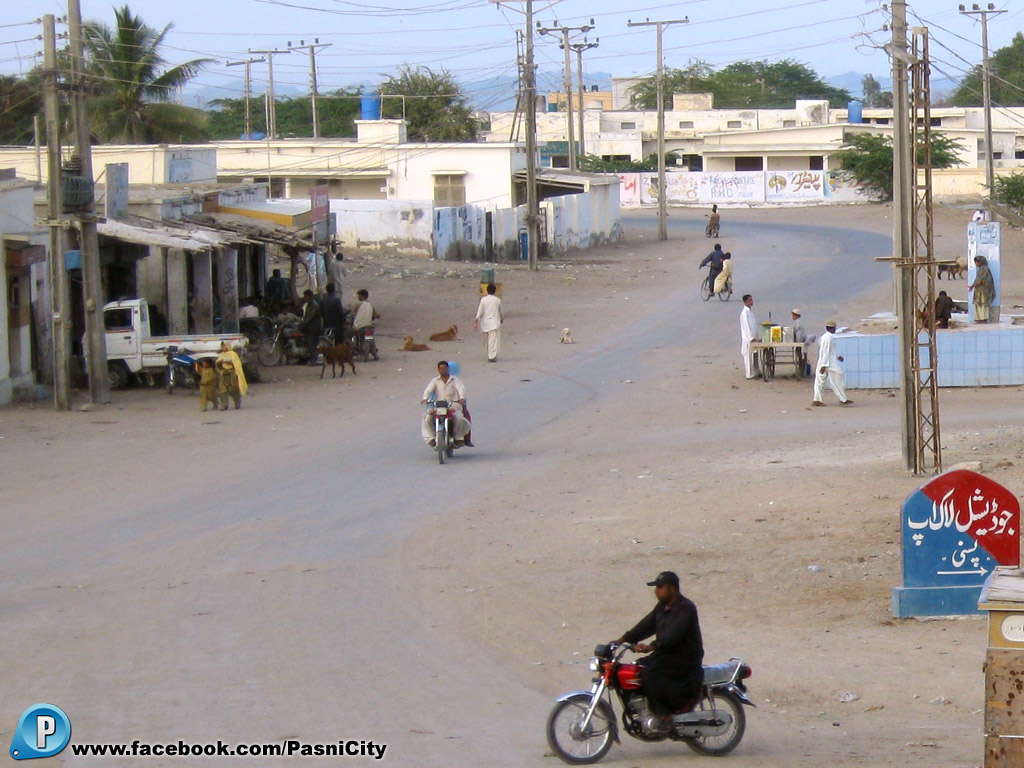
Straßenbild in Pasni

Die Stadt hat rund 33.000 Einwohner, die mehrheitlich verschiedenen Belutschen-Stämmen angehören. Dominierender Erwerbszweig ist der Fischfang, und Pasni hat einen modernen Fischereihafen. Eingefrorener Fisch wird per Lastwagen nach Turbat (etwa 150 km nordwestlich) und Karatschi zum Verkauf in dortigen Großmärkten transportiert. Außer Meeresprodukten müssen nahezu alle übrigen Nahrungsmittel aus Turbat oder sogar Karatschi herbeigebracht werden.

## Geschichte
Alexander der Große soll im Jahre 325 v. Chr. bei seinem Rückmarsch vom Indienfeldzug – als er via Bela, Awaran, Hoshab und Turbat und danach entlang der Küste über Pasni und Gwadar durch Makran zog – in Pasni (von Arrian in seiner Indika als Cysa bezeichnet) angehalten haben, um sich dort mit seinem Admiral Nearchos und dessen Flotte zu treffen; das Treffen, das der Versorgung seiner Truppen mit Wasser und Lebensmitteln dienen sollte, kam allerdings nicht zustande.
Im Jahre 1581 wurde Pasni in einer Strafaktion von Truppen aus Portugiesisch-Indien niedergebrannt.
1898 wurde der Ort ein weiteres Mal Opfer eines Angriffs, als gegen die britische Herrschaft rebellierende Belutschen die Stadt plünderten und die Telegraphen-Verbindung nach Gwadar zerstörten.